# Danube Upper Austria Open 2023
Il Danube Upper Austria Open 2023, noto anche come Danube Upper Austria Open powered by SKE è stato un torneo maschile di tennis giocato sulla terra rossa. È stata la 2ª edizione del torneo, facente parte della categoria Challenger 100 nell'ambito dell'ATP Challenger Tour 2023. Si è giocato al TC Union Mauthausen di Mauthausen, in Austria, dall'8 al 14 maggio 2023.

## Partecipanti

### Teste di serie
| Nazionalità | Giocatore       | Ranking* | Testa di serie |
| ----------- | --------------- | -------- | -------------- |
| Austria     | Dominic Thiem   | 93       | 1              |
| Francia     | Hugo Gaston     | 106      | 2              |
| Argentina   | Facundo Bagnis  | 116      | 3              |
| Paesi Bassi | Gijs Brouwer    | 122      | 4              |
| Austria     | Filip Misolic   | 126      | 5              |
| Austria     | Sebastian Ofner | 130      | 6              |
| Svizzera    | Leandro Riedi   | 156      | 7              |
| Austria     | Dennis Novak    | 159      | 8              |

* Ranking al 24 aprile 2023.

### Altri partecipanti
I seguenti giocatori hanno ricevuto una wild card per il tabellone principale:
- Sandro Kopp
- Gerald Melzer
- Lukas Neumayer

I seguenti giocatori sono entrati in tabellone come alternate:
- Manuel Guinard
- Alexandar Lazarov
- James McCabe
- Louis Wessels

I seguenti giocatori sono passati dalle qualificazioni:
- Hendrik Jebens
- Damien Wenger
- Mirza Bašić
- Matthias Ujvary
- Marius Copil
- Lucas Gerch

## Punti e montepremi
| Torneo    | Torneo              | V      | F     | SF    | QF    | 2T    | 1T    | Q | Q2  | Q1  |
| Singolare | Punti               | 100    | 60    | 36    | 20    | 9     | 0     | 5 | 2   | 0   |
| Singolare | Premi in denaro (€) | 16,020 | 9,415 | 5,555 | 3,240 | 1,900 | 1,160 | – | 580 | 290 |
| Doppio    | Punti               | 100    | 60    | 36    | 20    | –     | 0     | – | –   | –   |
| Doppio    | Premi in denaro (€) | 6,845  | 4,050 | 2,400 | 1,420 | –     | 800   | – | –   | –   |

## Campioni

### Singolare
Hamad Međedović ha sconfitto in finale  Filip Misolic con il punteggio di 6–2, 6(5)–7, 6–4.

### Doppio
Romain Arneodo /  Tristan-Samuel Weissborn hanno sconfitto in finale  Constantin Frantzen /  Hendrik Jebens con il punteggio di 6–4, 6–2.